# Michail Zasulič
Michail Ivanovič Zasulič (in russo Михаи́л Ива́нович Засу́лич?; 24 dicembre 1843 – 1910) è stato un generale russo.

## Biografia
Zasulič si diplomò all'accademia militare Konstantinovskoe e nel 1863 fu promosso sottotenente, servendo nel 93º Reggimento di fanteria stanziato a Irkutsk. Nel 1864 si trasferì nel Reggimento Granatieri della Guardia Imperiale. Fu con questo reggimento durante la Guerra russo-turca (1877-1878), che Zasulič si distinse venendo pluridecorato sul campo per eroismo dimostrato nei combattimenti nei Balcani. Nel 1878 venne promosso al grado di colonnello.
Nel 1887, a Zasulič venne assegnato il comando del 101º reggimento di fanteria stanziato a Perm'. Fu promosso Generale d'armata nel 1894 e divenne comandante della Prima Brigata della Nona Divisione di fanteria. Nel 1899, assunse il comando della Fortezza di Osowiec (situata nell'odierna Polonia). L'anno seguente, divenne comandante in capo della sesta divisione di fanteria, e venne promosso Tenente generale nel 1901.
Immediatamente prima dello scoppio della guerra russo-giapponese, gli fu dato il comando del Secondo Corpo d'Armata Siberiano, costituito da 16,000 fanti, 5,000 soldati a cavallo, e 62 pezzi d'artiglieria. Assegnato a prevenire l'attacco dei giapponesi presso il fiume Yalu in Manciuria, Zasulich fece l'errore tattico di sparpagliare le sue forze lungo il fronte e di concentrare la difesa presso la città di confine di Antung, dov'era convinto che il nemico avrebbe concentrato l'attacco. Nella battaglia di Yalu (1904), l'esercito russo riportò una cocente sconfitta per mano dell'esercito imperiale giapponese agli ordini del generale Kuroki Tamemoto. Zasulič, che aveva un'opinione molto bassa dei giapponesi, inizialmente si rifiutò di ritirarsi ma venne poi costretto a ripiegare data la schiacciante superiorità delle forze nemiche. Il generale Zasulič venne sostituito al comando dal tenente generale Fëdor Keller, ma conservò il comando del Secondo Corpo d'Armata Siberiano.
In seguito Zasulič partecipò ad altre battaglie nel conflitto, incluse le battaglie di Tashihchiao, Hsimucheng, Liaoyang, e Mukden; tuttavia, le sue azioni militari furono improntate all'indecisione e alla passività, causando una sconfitta dopo l'altra all'esercito russo. Il suo atteggiamento restio all'attacco e troppo attendista lo rese impopolare tra le truppe, e alla battaglia di Liaoyang, il suo rifiuto di obbedire all'ordine del Tenente generale Nikolaj Zarubaev di tenere la posizione, mise in crisi l'intera offensiva russa.
Dopo la fine della guerra russo-giapponese, nel 1906 si congedò dall'esercito per ragioni di salute.